# Norman Bonink
Norman Johannes Stephanus Bonink (Nijmegen, 24 september 1963) is een Nederlandse drummer.

## Carrière
Na zijn MEAO-opleiding had Bonink 11 jaar drumles. In 1983 viel hij in voor de drummer van de Frank Boeijen Groep. Hier heeft Bonink vervolgens vele optredens en albums mee gemaakt. Vanaf 1993 speelde hij in een aantal minder bekende bands (onder andere: Excalibur, Rapalje, Marcus en Bananafish).
Bonink volgde medio 2001 Chris Götte na diens overlijden op bij de Nederlandse band BLØF. Het eerste album van de Zeeuwse band waar hij op meespeelde was Blauwe ruis.
Bonink is sinds 2016 ambassadeur van stichting De Liedjesfabriek.

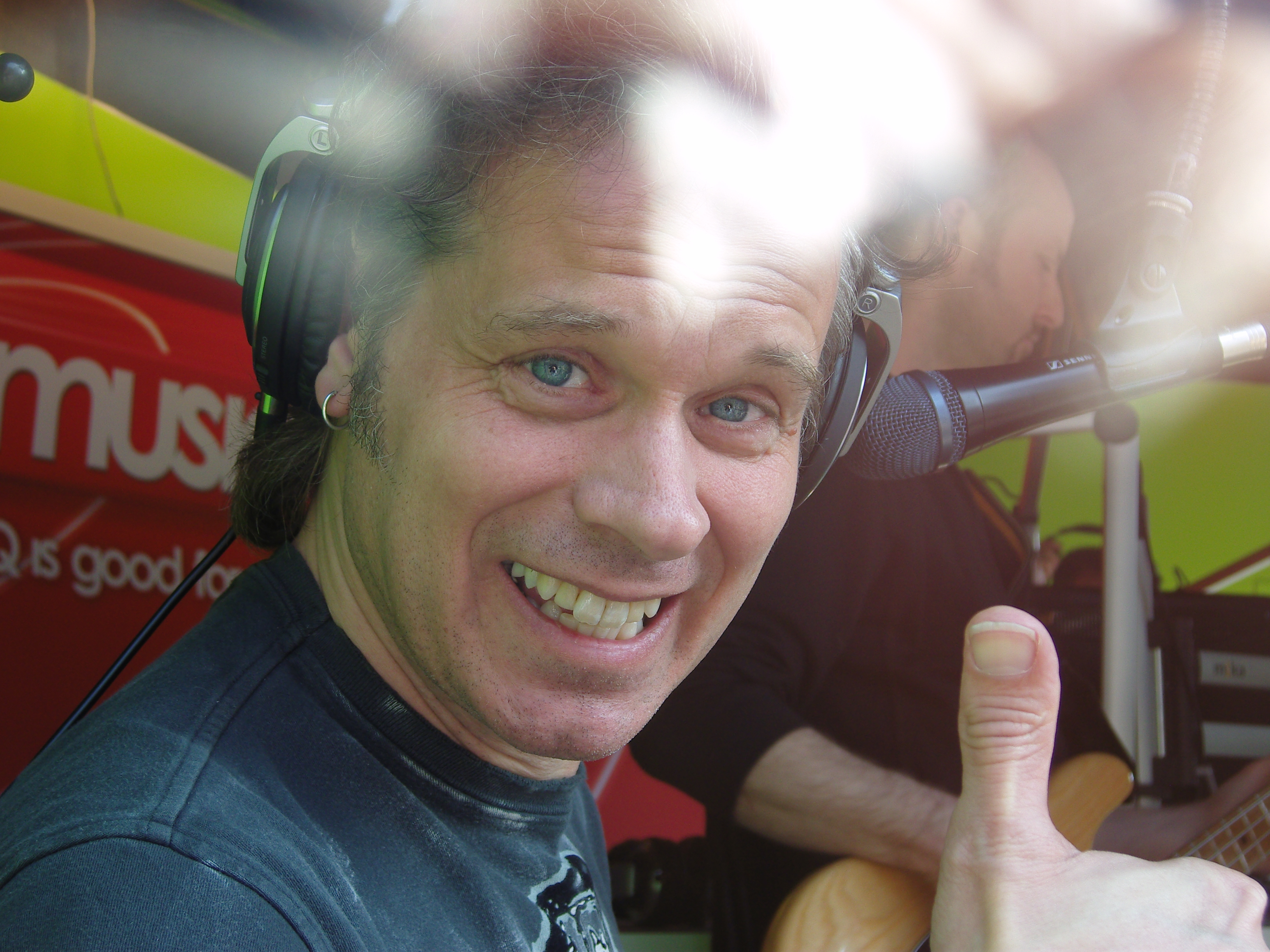
Norman Bonink tijdens Q-Uitverkoop in Amsterdam (2009).

Bandleden:

Paskal Jakobsen · Peter Slager · Bas Kennis · Norman Bonink (voormalig: Henk Tjoonk, Chris Götte)

Discografie: